# Bafatá
Bafatá ist eine Stadt mit 28.298 Einwohnern (Stand: 2009) im Zentrum Guinea-Bissaus, zugleich Hauptstadt der gleichnamigen Region Bafatá und Sitz des katholischen Bistums Bafatá, zu dem mehr als die Hälfte des Landes gehört. Sie ist nach der Hauptstadt Bissau die größte Stadt des Landes.
Die Stadt ist Sitz eines gleichnamigen Sektors mit einer Fläche von 837 km² und 68.956 Einwohnern (Stand 2007), vornehmlich Fulbe (60 %) und Mandinka (22,9 %). Die bis 1973 hier vorherrschenden Portugiesen sind heute eine kleine Minderheit in Bafatá, u. a. eine alte Handelsfamilie in der historischen Unterstadt und der einzige Fahrlehrer der Region, der mit seiner ebenfalls portugiesischen Frau das Restaurant Ponto de Encontro in der Oberstadt betreibt.
In der Stadt selbst ist der frühere Ortskern der Unterstadt am Geba-Flussufer kaum bewohnt, seine breiten Alleen leer und die großen kolonialen Bauten entweder verlassen oder als Verwaltungsgebäude und Handelshäuser genutzt. Die Unterkünfte der Bevölkerungsmehrheit und der bunte Straßenmarkt befinden sich oberhalb und bilden heute das eigentliche Zentrum in der Oberstadt.
Bafatá liegt inmitten eines Gebiets mit reichhaltiger Fauna, insbesondere Affen und Makaken. 

## Geschichte

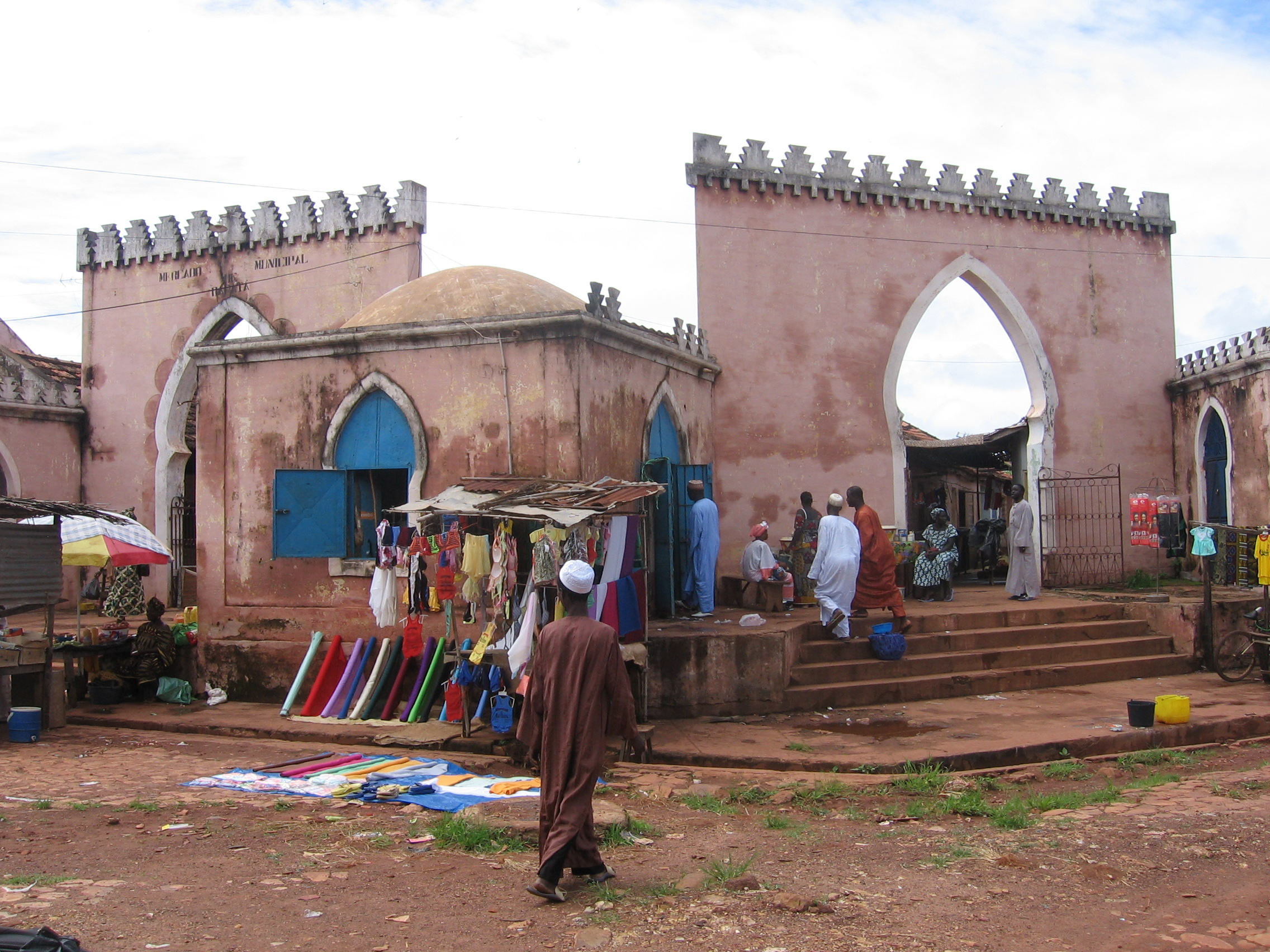
Alter oder Arabischer Markt in der Unterstadt, dem historischen und heute kaum bewohnten Teil Bafatás

Die Stadt Bafatá entstand als Handelsposten der Portugiesen, die seit 1640 über die zahlreichen Flüsse und Buchten Portugiesisch-Guinea zu erschließen begannen. Um 1880 war es bereits ein bedeutender Handelsort, von dem aus landwirtschaftliche Erzeugnisse verschifft wurden.
1913 wurde Bafatá zur Kleinstadt (Vila) erhoben.
Im Verlauf des Portugiesischen Kolonialkriegs, der in Guinea-Bissau von 1963 bis 1974 dauerte und besonders intensiv geführt wurde, konnten sich die Portugiesischen Streitkräfte immer schwerer gegen die PAIGC-Guerilla behaupten. Nach der Nelkenrevolution in Portugal 1974 verließen sie die Stadt. In der Folge zogen auch viele portugiesische und Portugal-freundliche Bewohner aus der Stadt, die nun ihre Bedeutung als Handels-, Verwaltungs- und Garnisonsstadt und Verkehrsknotenpunkt verlor.

## Sehenswürdigkeiten und Kultur

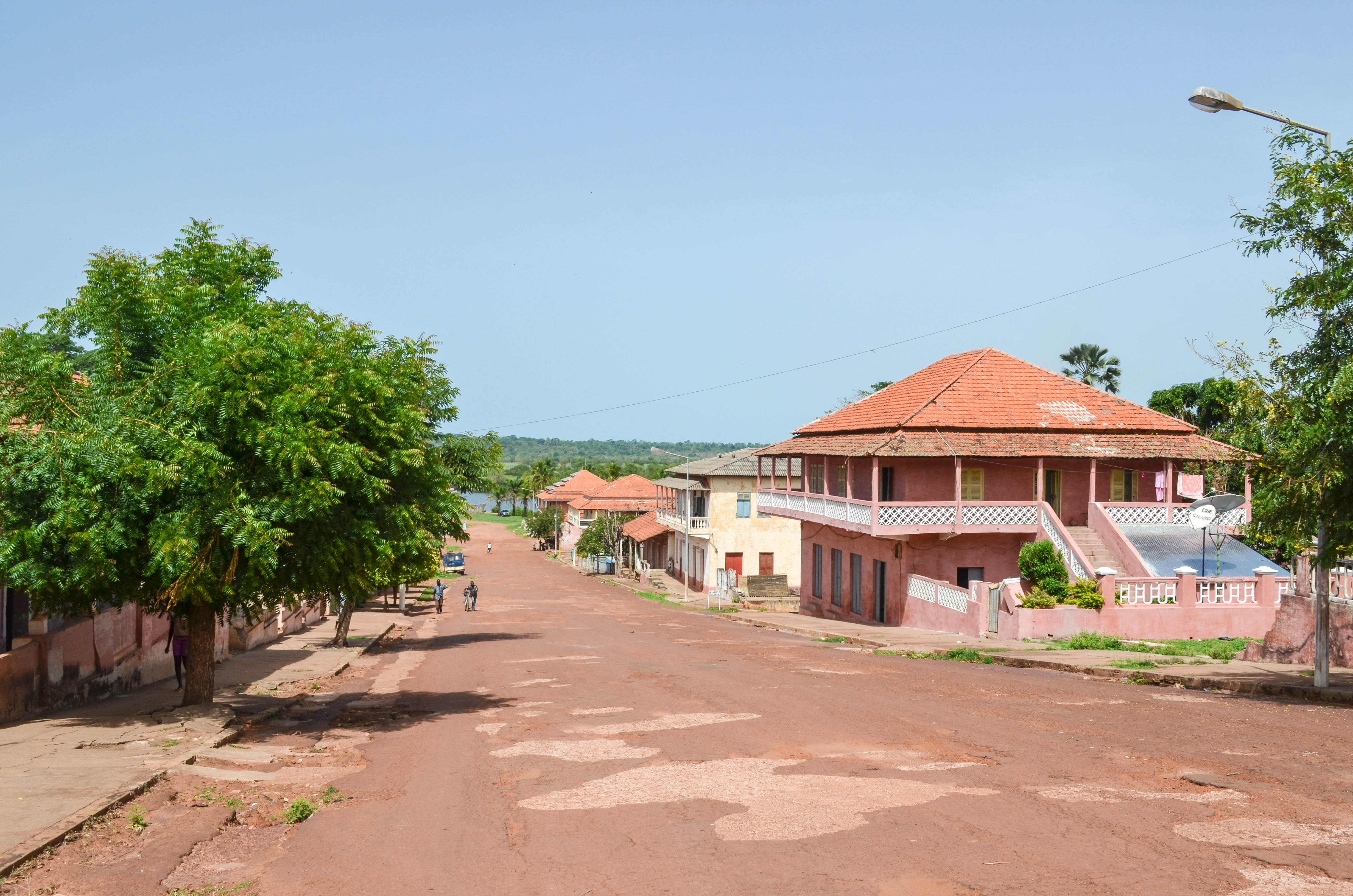
Zentrale Allee hinunter in die Unterstadt, dem historischen Ortskern Bafatás

1924 wurde hier Amílcar Cabral geboren, entscheidender Führer des Unabhängigkeitskrieges des Landes. Sein Geburtshaus wird seit 2011 mit Hilfe der UNESCO restauriert und zu einem Museum ausgebaut, das kostenfrei besucht werden kann (Spenden werden vor Ort angenommen).
Die EU fördert mit dem Projekt Panos de Ponte Nova - Tchossan Soninké die traditionsreiche lokale Tuchfärberei. Die kunstvoll gefärbten Tücher werden von Frauen aus dem Sektor Bafatá vor Ort hergestellt und verkauft.
Aus portugiesischer Kolonialzeit sind in der Unterstadt eine Reihe Kolonialbauten insbesondere aus den 1940er bis 1960er Jahren erhalten geblieben, darunter die Hauptkirche, das Kino, der historische Ortskern (u. a. mit dem Geburtshaus Cabrals), der ehemalige Stadtpark am Flussufer mit seinen Gedenksteinen, der neu-arabische Alte Markt (auch Arabischer Markt) und einige Herrenhäuser und Stadtvillen.
Das ehemalige Kino wird betreut durch Canjajá Mané, der sich auch um die Sicherheit bei den Heimspielen des hiesigen Fußballklubs Sporting Clube de Bafatá bemüht. Der ehemalige Filmvorführer und das geschlossene Kino waren zentrales Thema des 2012 gedrehten portugiesischen Dokumentarfilms Bafatá Filme Clube. Der são-toméische Regisseur Silas Tiny porträtiert anhand des Kinos die schlafende Stadt, die ihrer kolonialen Geschichte nachhängt und auf eine Zukunft wartet.

## Verkehr und Wirtschaft

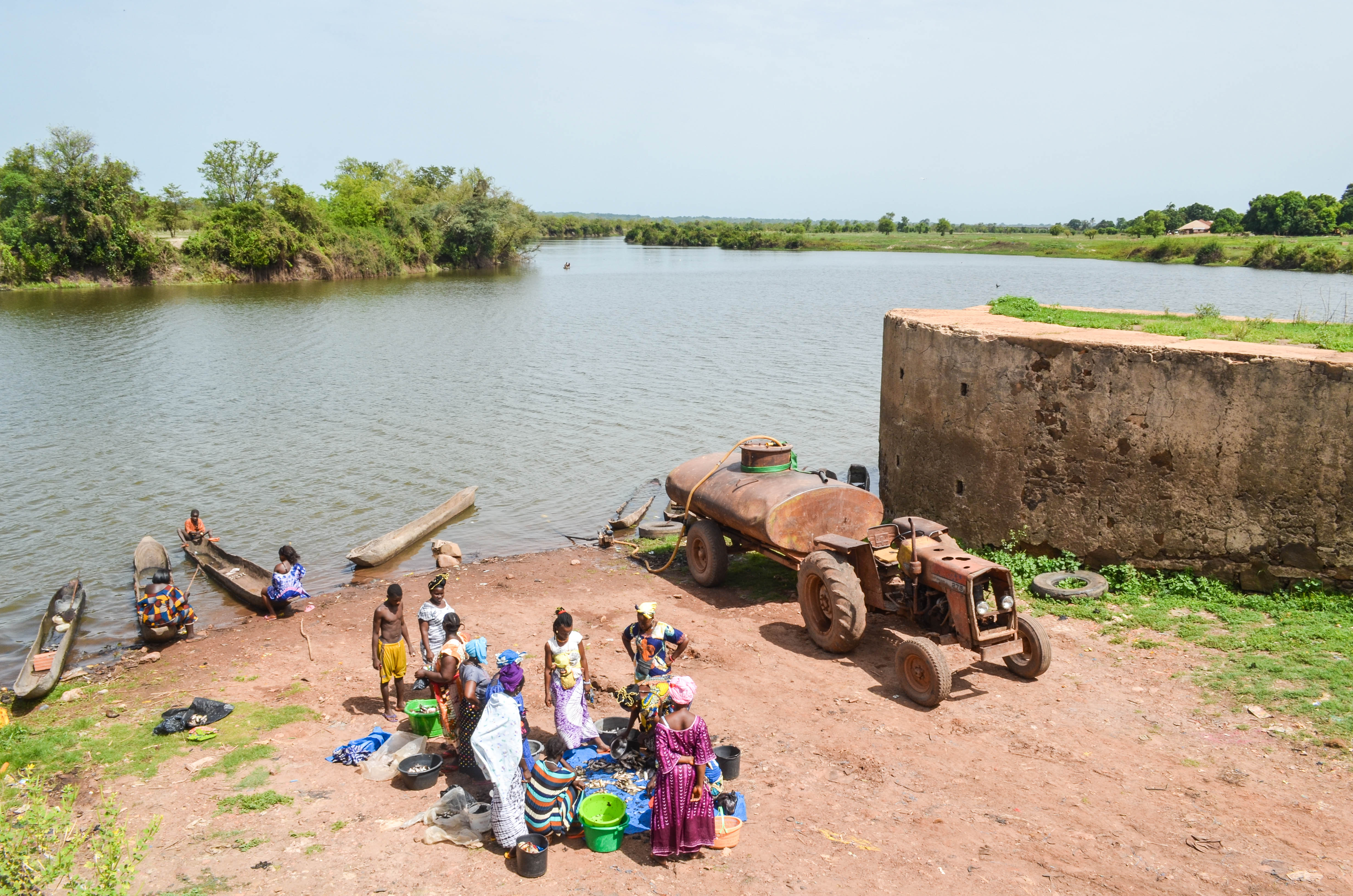
Am verfallenen Hafen von Bafatá

Die Stadt liegt am Ostufer des Flusses Geba, der von seiner Mündung bei der Landeshauptstadt Bissau über etwa 145 Kilometer bis hierher schiffbar ist. In der Stadt mündet der linke Nebenfluss Colufe. Den Geba überspannt im Norden der Stadt eine Brücke. Die alten Hafenanlagen aus portugiesischer Kolonialzeit sind dagegen weitgehend verfallen.
Im Osten der Stadt liegt ein Flugplatz mit dem ICAO-Code GGBF.
Wichtiger Industriezweig ist die Herstellung von Ziegeln, zudem hat der Ort als regionales Verwaltungs- und Handelszentrum Bedeutung.
Die Herstellung und Färbung von Tüchern hier eine lange Tradition, geriet jedoch zwischenzeitlich durch preiswertere Produkte aus den Nachbarländern 
fast in Vergessenheit und wird inzwischen wieder gefördert.

## Gliederung
Der Hauptort Bafatá ist in 27, mit Untergliederungen in 60 Ortsteile (Bairros) gegliedert.
Der Sektor Bafatá umfasst insgesamt 176 Ortschaften, überwiegend ländliche Dörfer (Tabancas).
Zu den bedeutendsten Ortschaften im Sektor gehören (Stand 2009):
- Bafatá (28.298 Einwohner)
- Banduma (auch Sintchã Mamadu, 1.015 Einwohner)
- Bidjine (3.047 Einwohner in drei Ortsteilen)
- Bissaque (852 Einwohner)
- Bricama (842 Einwohner)
- Cantauda (896 Einwohner)
- Cumuda (834 Einwohner)
- Cuntchumpa (549 Einwohner)
- Djabicunda (4.510 Einwohner in fünf Ortsteilen)
- Entroncamento de Contuboel (656 Einwohner)
- Jana (1.142 Einwohner)
- Tabato (223 Einwohner), für seine Balafon-Tradition bekanntes Dorf, Drehort zweier Filme

## Sport
Der 1937 gegründete Sportverein Sporting Clube de Bafatá, ein Filialverein des portugiesischen Klubs Sporting Lissabon, ist der bedeutendste Fußballverein im Sektor.
Er spielt in der höchsten Spielklasse des Landes, dem Campeonato Nacional da Guiné-Bissau. 1987 und 2008 wurde er Landesmeister.
Seine Heimspiele trägt er im etwa 5.000 Zuschauer fassenden Estádio da Rocha aus.

## Städtepartnerschaften
- Portugal: Vagos (seit 1991)
- Portugal: Chaves (seit 2001)
- Portugal: Mirandela (in Anbahnung)[12]

## Söhne und Töchter der Stadt
- Amílcar Cabral (1924–1973), Nationalheld des Unabhängigkeitskrieges gegen die Portugiesen (siehe: Geschichte von Guinea-Bissau).
- Suzi Barbosa (* 1973), Politikerin, seit 2019 Außenministerin Guinea-Bissaus
- Babetida Sadjo (* 1983), belgische Schauspielerin, Regisseurin und Drehbuchautorin guineisch-bissauischer Herkunft